# (53237) Simonson
Pour l’article homonyme, voir Simonson.
(53237) Simonson est un astéroïde de la ceinture principale.

## Description
(53237) Simonson est un astéroïde de la ceinture principale. Il fut découvert le 9 février 1999 à l'observatoire Goodricke-Pigott par Roy A. Tucker. Il présente une orbite caractérisée par un demi-grand axe de 3,14 UA, une excentricité de 0,25 et une inclinaison de 15,9° par rapport à l'écliptique.